# Alopia bielzii ssp. clathrata
Alopia bielzii ssp. clathrata је пуж из реда Stylommatophora и фамилије Clausiliidae.

## Угроженост
Ова врста је на нижем степену опасности од изумирања, и сматра се скоро угроженим таксоном.

## Распрострањење
Ареал врсте је ограничен на једну државу. 
Словачка је једино познато природно станиште врсте.